# Fulhadhoo
Fulhadhoo is een van de bewoonde eilanden van het Baa-atol behorende tot de Maldiven.

## Demografie
Fulhadhoo telt (stand maart 2007) 147 vrouwen en 159 mannen.